# Vaccinium dubiosum
Vaccinium dubiosum är en ljungväxtart som beskrevs av J. J. Smith. Vaccinium dubiosum ingår i Blåbärssläktet, och familjen ljungväxter. Inga underarter finns listade i Catalogue of Life.